# Eudrapa extensa
Eudrapa extensa là một loài bướm đêm trong họ Noctuidae.